# Luis Montesinos
Luis de Montesinos (Toledo, ca. 1552 - Alcalá de Henares, 19 de diciembre de 1620) fue un teólogo español, religioso dominico, profesor y catedrático en la Universidad de Alcalá y canónigo de la iglesia colegial de san Justo y Pastor de Alcalá de Henares, muy famoso por el gran número de alumnos que tenía y por la claridad de sus exposiciones.

## Biografía
Estudió en la Universidad de Alcalá y una vez obtenido el grado de doctor enseñó en la misma durante más de cuarenta años como regente en Artes desde 1579 y más tarde en las cátedras de Durando (1587), Maestro de las Sentencias (1591), Escoto (1591) y Prima de Teología desde 1597 hasta 1630, siendo conocido como «doctor claro» por la claridad de su magisterio.
Es autor de un Comentario a la Suma Teológica de Santo Tomás.
Fue el encargado de pronunciar la Oración fúnebre de Felipe II en las exequias celebradas en Alcalá por la muerte del rey.
Fue propuesto en 1612 por Felipe III para obispo de Salamanca, pero no aceptó el cargo aduciendo falta de fuerzas para ejercerlo.
Vivió con sencillez y pobreza, pues todo cuanto tenía lo daba a los necesitados.
Murió en Alcalá de Henares el 19 de diciembre de 1620 y sus restos fueron inhumados en la iglesia magistral de la misma ciudad, de la que era canónigo.